# Liniewo (gemeente)
De gemeente Liniewo is een landgemeente in het Poolse woiwodschap Pommeren, in powiat Kościerski.
De gemeente bestaat uit 16 administratieve plaatsen solectwo: Chrósty Wysińskie, Chrztowo, Deka, Garczyn, Głodowo, Iłownica, Liniewo, Liniewskie Góry, Lubieszyn, Lubieszynek, Orle, Płachty, Stefanowo, Sobącz, Stary Wiec, Wysin
De zetel van de gemeente is in Liniewo.
Op 30 juni 2004 telde de gemeente 4613 inwoners.

## Oppervlakte gegevens
In 2002 bedroeg de totale oppervlakte van gemeente Liniewo 110,07 km², waarvan:
- agrarisch gebied: 64%
- bossen: 23%

De gemeente beslaat 9,44% van de totale oppervlakte van de powiat.

## Demografie
Stand op 30 juni 2004:
| Omschrijving                   | Totaal | Totaal | Vrouwen | Vrouwen | Mannen | Mannen |
| ------------------------------ | ------ | ------ | ------- | ------- | ------ | ------ |
| eenheid                        | aantal | %      | aantal  | %       | aantal | %      |
| inwoners                       | 4613   | 100    | 2287    | 49,6    | 2326   | 50,4   |
| bevolkingsdichtheid (inw./km²) | 41,9   | 41,9   | 20,8    | 20,8    | 21,1   | 21,1   |

In 2002 bedroeg het gemiddelde inkomen per inwoner 1520,48 zł.

## Aangrenzende gemeenten
Kościerzyna, Nowa Karczma, Skarszewy, Stara Kiszewa